# سفارت آلمان در سن پترزبورگ
سفارت آلمان در سن پترزبورگ (به لاتین: Embassy of Germany) یک منطقهٔ مسکونی و نمایندگی سیاسی این کشور در روسیه است که در سن پترزبورگ واقع شده‌است.